# 弗洛里安·鲍尔
弗洛里安·鲍尔（德語：Florian Bauer，1994年2月11日—），德国男子雪车运动员。他曾代表德国参加2022年冬季奥林匹克运动会雪车比赛，获得男子双人和四人银牌。